# Tấn Hiến công
Tấn Hiến công (chữ Hán: 晋献公, cai trị: 676 TCN – 651 TCN), tên thật là Cơ Quỹ Chư (姬詭諸), là vị vua thứ 19 của nước Tấn - chư hầu nhà Chu trong lịch sử Trung Quốc.

## Thân thế
Tấn Hiến công là con của Tấn Vũ công – vua thứ 18 nước Tấn. Năm 679 TCN, Vũ công mang quân đánh diệt Tấn hầu Dẫn, thống nhất nước Tấn chia cắt sau 68 năm. Được 2 năm, Vũ công mất, Cơ Quỹ Chư lên nối ngôi, tức là Tấn Hiến công.

## Nội tộc chia rẽ
Trước khi lên ngôi, Tấn Hiến công đã có nhiều vợ và nhiều con trai. Trong số đó có ba người tài giỏi và có đức hạnh nhất là Cơ Trùng Nhĩ (sinh năm 697 TCN), thứ đến là công tử Cơ Di Ngô và Cơ Thân Sinh. Mẹ Thân Sinh là Tề Khương, con gái Tề Hoàn công, bá chủ chư hầu đương thời. Do thế lực ngoại thích lớn mạnh, bà được phong làm chính thất của Hiến công. Thân Sinh tuy là con trai thứ ba nhưng lại là Đích tử, cha vừa lên ngôi đã được sắc phong Thế tử.
Năm 672 TCN, Tấn Hiến công đánh bộ tộc người Nhung, bắt được hai người con gái là Ly Cơ và người em gái là Thiếu Cơ. Mẹ Thân Sinh đã qua đời, Tấn Hiến công sủng ái cả hai chị em Ly Cơ.
Vì các công tử con Vũ công rất nhiều, đại phu Sĩ Vĩ khuyên Tấn Hiến công nên giết các anh em trai để trừ hậu họa. Năm 669 TCN, Tấn Hiến công ra lệnh giết các công tử anh em. Đồng thời, ông bắt đầu khởi công xây kinh đô mới ở đất Tụ, gọi là Giáng đô. Từ đó nước Tấn không đóng đô ở đất Dực nữa mà đóng đô ở đất Giáng.
Năm 668 TCN, các công tử nước Tấn sợ bị giết bèn bỏ chạy sang nước Quắc vốn có thù với nước Tấn.
Năm 665 TCN, Ly Cơ sinh được con trai là Hề Tề. Năm 652 TCN, em gái Ly Cơ cũng sinh được con trai là Trác Tử. Hiến công muốn phế ngôi Thế tử của Thân Sinh, cho Hề Tề lên thay ngôi. Vì các con Trùng Nhĩ, Di Ngô và Thân Sinh đã lớn mà Hề Tề còn nhỏ nên chưa tiện thay ngôi, Hiến công bèn tính kế đưa con lớn đi trấn thủ ở ngoài, sai Trùng Nhĩ đi trấn thủ thành Bồ gần biến giới phía bắc, sai Thân Sinh trấn thủ đất Khúc Ốc và sai Di Ngô trấn thủ đất Khuất.

## Mở rộng bờ cõi

### Diệt 3 nước
Năm 661 TCN, Tấn Hiến công lập ra hai đạo quân lớn trong nước để chinh phạt mở rộng đất đai. Ông tự mình chỉ huy đạo thượng quân và giao cho Thế tử Thân Sinh chỉ huy đạo hạ quân.
Tấn Hiến công lại dùng Triệu Túc và Tất Vạn làm tướng hộ vệ, cùng Thế tử Thân Sinh mang quân đánh các nước láng giềng.
Kết quả các đạo quân thắng trận lập công, diệt được 3 nước là Hoạch, Ngụy và Cảnh. Khi trở về, Tấn Hiến công xây tu bổ thành Khúc Ốc cho Thân Sinh, phong cho Triệu Túc và Tất Vạn làm đại phu; Triệu Túc trấn thủ đất nước Cảnh cũ và phong cho Tất Vạn đất nước Ngụy cũ. Triệu Túc trở thành tổ tiên của nước Triệu và Tất Vạn trở thành tổ tiên nước Ngụy sau này.
Sĩ Vĩ khuyên Thân Sinh nên bỏ trốn, vì việc điều Thế tử đi ở ấp riêng là Tấn Hiến công không có ý cho Thân Sinh ở lại Giáng đô nối ngôi nữa. Thân Sinh không nghe theo.
Sang năm 660 TCN, Tấn Hiến công lại sai Thân Sinh đi đánh đất Đông Sơn. Đại phu Lý Khắc khuyên Hiến công nên tự mình cầm quân đi đánh mà giao nước cho Thái tử mới phải lẽ, nhưng Hiến công không nghe. Lý Khắc đi báo cho Thân Sinh biết, rồi cáo ốm không đi cùng Thân Sinh. Thân Sinh đi đánh diệt Đông Sơn.

### Diệt Quắc và Ngu
Xem thêm: Ba mươi sáu kế
Nước Quắc vốn là chư hầu thường theo lệnh thiên tử nhà Chu mang quân can thiệp vào việc tranh ngôi của cha ông Tấn Hiến công là Khúc Ốc Trang Bá và Tấn Vũ công ở đất Khúc Ốc với chi trưởng ở đất Dực. Quân nước Quắc nhiều lần ngăn cản chi Khúc Ốc đoạt ngôi vua Tấn, lại đang cho các công tử anh em của Hiến công trốn tránh ở nhờ, nên Tấn Hiến công muốn đánh Quắc năm 667 TCN. Tuy nhiên theo lời can của Sĩ Vĩ nên chờ lúc nước Quắc loạn, Tấn Hiến công tạm thời chưa gây chiến.
Năm 658 TCN, Tấn Hiến công quyết định phát động đánh nước Quắc. Tuy nhiên nước Quắc có nước Ngu, vốn là con cháu Ngô Thái Bá và Ngô Trọng Ung – bác của Chu Văn Vương, có họ với nước Tấn – là láng giềng thường cứu trợ lẫn nhau. Theo kế của Tuân Tức, ông sai người lấy ngựa tốt và xe đẹp tặng vua nước Ngu để mượn đường đánh Quắc. Vua nước Ngu bằng lòng cho Tấn mượn đường đánh Quắc và cam kết sẽ không cứu viện cho nước Quắc nữa. Tấn Hiến công mang quân đánh Quắc, chiếm đất Dương Hạ.
Năm 654 TCN, Tấn lại mượn đường nước Ngu để đánh Quắc lần thứ hai. Đại phu nước Ngu là Cung Chi Kỳ khuyên vua Ngu không nên đồng ý mà nên liên minh với Quắc vì hai nước ở địa thế che chở cho nhau; nếu cho mượn đường thì Tấn sẽ diệt cả Ngu sau khi diệt Quắc. Tuy nhiên vua Ngu không nghe. Kết quả quân Tấn kéo sang đánh, nước Quắc yếu không chống nổi, lại không có cứu viện của nước Ngu nên bị tiêu diệt. Quắc công Sửu bỏ chạy sang nương nhờ thiên tử nhà Chu (Chu Huệ Vương).
Sau khi diệt Quắc, Tấn Hiến công mang quân quay lại đánh úp nước Ngu, diệt nốt nước Ngu, bắt sống Ngu công và Bách Lý Hề. Cung Chi Kỳ bỏ trốn từ trước nên thoát. Nước Ngu truyền từ Ngu Trọng được Chu Vũ vương phong tới đó chấm dứt. Việc mượn đường Ngu diệt Quắc của Tấn Hiến công được đời sau gọi là Giả đạo phạt Quắc (假道伐虢), một trong ba mươi sáu kế sách lược của quân sự Trung Quốc cổ đại.
Bờ cõi nước Tấn mở rộng, trở thành nước lớn mạnh, phía tây có đất Hà Tây giáp nước Tần, phía bắc giáp nước Địch, phía đông đến Hà Nội. Cùng thời gian này, Tề Hoàn công đang xưng bá chủ chư hầu.

## Bỏ con lớn
Ly Cơ muốn hại Thân Sinh để giành ngôi Thế tử cho con mình, thường gièm pha Thân Sinh với Hiến công. Nhưng khi Hiến công tỏ ý muốn thay ngôi thì Ly Cơ lại tỏ ra nhân từ, can ông không nên làm.
Năm 655 TCN, Ly Cơ nói với Thân Sinh rằng Tấn Hiến công mộng thấy Tề Khương (mẹ Thân Sinh) và giục Thân Sinh cúng lễ. Thân Sinh làm lễ cúng mẹ mình là Tề Khương, sai người dâng thịt cúng về cho Tấn Hiến công. Lúc thịt dâng đến, Hiến công đang đi săn, Ly Cơ bèn bỏ thuốc độc vào. Khi Hiến công trở về định ăn thì Ly Cơ khuyên nên thử trước. Hiến công cho chó và một viên quan nhỏ ăn thử. Cả chó và viên quan đều chết. Tấn Hiến công nổi giận bèn sai người đi đến Khúc Ốc bắt giết Thân Sinh.
Thân Sinh nghe tin bị truy nã bèn bỏ trốn đến Tân Thành. Tấn Hiến công bèn bắt giết thái phó của Thế tử là Đỗ Nguyên Khoản. Thủ hạ của Thân Sinh khuyên Thế tử nên tự biện bạch nỗi oan và tố cáo Ly Cơ bỏ thuốc nhưng Thân Sinh vì có hiếu, biết vua cha quá yêu Ly Cơ, nên tự sát ở Tân Thành vào tháng 12 năm 655 TCN. Tấn Hiến công chính thức lập Hề Tề làm Thế tử.
Hai con lớn khác của Hiến công là Trùng Nhĩ và Di Ngô đang đến Giáng đô thăm cha, cũng bị Ly Cơ gièm pha, sợ hãi vội bỏ chạy về đất trấn thủ là ấp Bồ và ấp Khuất lo cố thủ.
Tấn Hiến công giận hai con lớn bỏ đi vô phép bèn điều quân đánh đất Bồ và đất Khuất. Bột Đề đánh đất Bồ, Trùng Nhĩ vượt tường bỏ trốn thoát sang quê mẹ ở đất Địch.
Đất Khuất trung thành với Di Ngô cố thủ qua năm, quân Tấn không hạ được. Sang năm 654 TCN, sau khi diệt hai nước Quắc và Ngu, Tấn Hiến công lại sai Giả Hoa đánh đất Khuất. Không giữ nổi thành, công tử Di Ngô theo lời Ký Nhuế bèn chạy sang nước Lương ở gần nước Tần.
Năm 652 TCN, Tấn Hiến công lại đánh nước Địch để truy kích Trùng Nhĩ. Nước Địch là quê mẹ Trùng Nhĩ, vì Trùng Nhĩ mà mang quân ra chống cự quân Tấn ở Nghiết Tang. Quân Tấn không thắng được phải rút lui.

## Qua đời
Năm 651 TCN, Tề Hoàn công hội chư hầu ở Quỳ Khâu. Tấn Hiến công đang bị bệnh vẫn cố đi dự, nên đi chậm. Giữa đường, ông gặp thái tể Khổng nhà Chu. Thái tể Khổng chê Tề Hoàn công kiêu ngạo và khuyên ông không nên tới hội chư hầu, vua Tề cũng không làm gì nổi.
Tấn Hiến công đang mang bệnh nặng nên quyết định trở về.
Trên giường bệnh, ông gọi Tuân Tức vào ủy thác giúp Thế tử Hề Tề. Tuân Tức thề sẽ tận trung với Thế tử. Ông bèn phong cho Tuân Tức làm tướng quốc.
Tháng 9 năm 651 TCN, Tấn Hiến công qua đời. Ông ở ngôi 26 năm, không rõ bao nhiêu tuổi. Nước Tấn xảy ra tranh chấp ngôi báu và có loạn.

## Gia quyến
- Phi tần:
  - Hồ Cơ (người đất Địch, sinh ra Trùng Nhĩ)
  - Hồ Cơ (người đất Địch, em mẹ Trùng Nhĩ, sinh ra Di Ngô)
  - Tề Khương (con gái Tề Hoàn công, sinh ra Thân Sinh và người con gái lấy Tần Mục công)
  - Ly Cơ (người Nhung, sinh ra Hề Tề)
  - Thiếu Cơ (em gái Ly Cơ, người Nhung, sinh ra Trác Tử)
- Hậu duệ[3]:
  - Tổng số có chín người con trai, Sử ký chỉ ghi lại tên 5 người: Thân Sinh, Trùng Nhĩ (Tấn Văn công), Di Ngô (Tấn Huệ công), Hề Tề, Trác Tử.
  - Có một người con gái lấy Tần Mục công.

## Các đại phu
- Sĩ Vĩ
- Lý Khắc
- Tất Vạn
- Triệu Túc
- Tuân Tức

## Trong văn học
Tấn Hiến công xuất hiện trong tiểu thuyết Đông Chu liệt quốc của Phùng Mộng Long từ hồi 20 đến hồi 27. Việc ông say đắm Ly Cơ nên giết Thái tử Thân Sinh và bỏ các con lớn được mô tả gần với chính sử.
Tuy nhiên, việc mượn đường nước Ngu diệt nước Quắc được mô tả khác với chính sử. Theo đó quân Tấn chỉ mượn đường nước Ngu đánh một lần diệt được nước Quắc và sau đó quay sang đánh luôn nước Ngu chứ không mượn đường tới 2 lần và kéo dài chiến tranh trong 4 năm.